# 七號滅火輪
七號滅火輪是一艘香港消防處後備滅火輪，駐守於機場海上救援西局，為於有需要時調動到任何一處香港海域，提供消防及救援服務。於1990年建造；於正規編制服役時，主要負責大型船隻（包括核動力）的火災或者沉沒事故中的救援事務。

## 規格
- 消防泵：1個由主引擎帶動的消防泵
  - 每分鐘泵水量：1,800升
- 儲存量：燃料：2,400升、淡水：600升、泡劑：1,000升
- 船面水／泡炮：1座遙控水／泡炮
  - 出水口：4個70毫米口徑的出水口
- 導航儀器：船用雷達及全球定位系統

## 歷史

### 未來發展

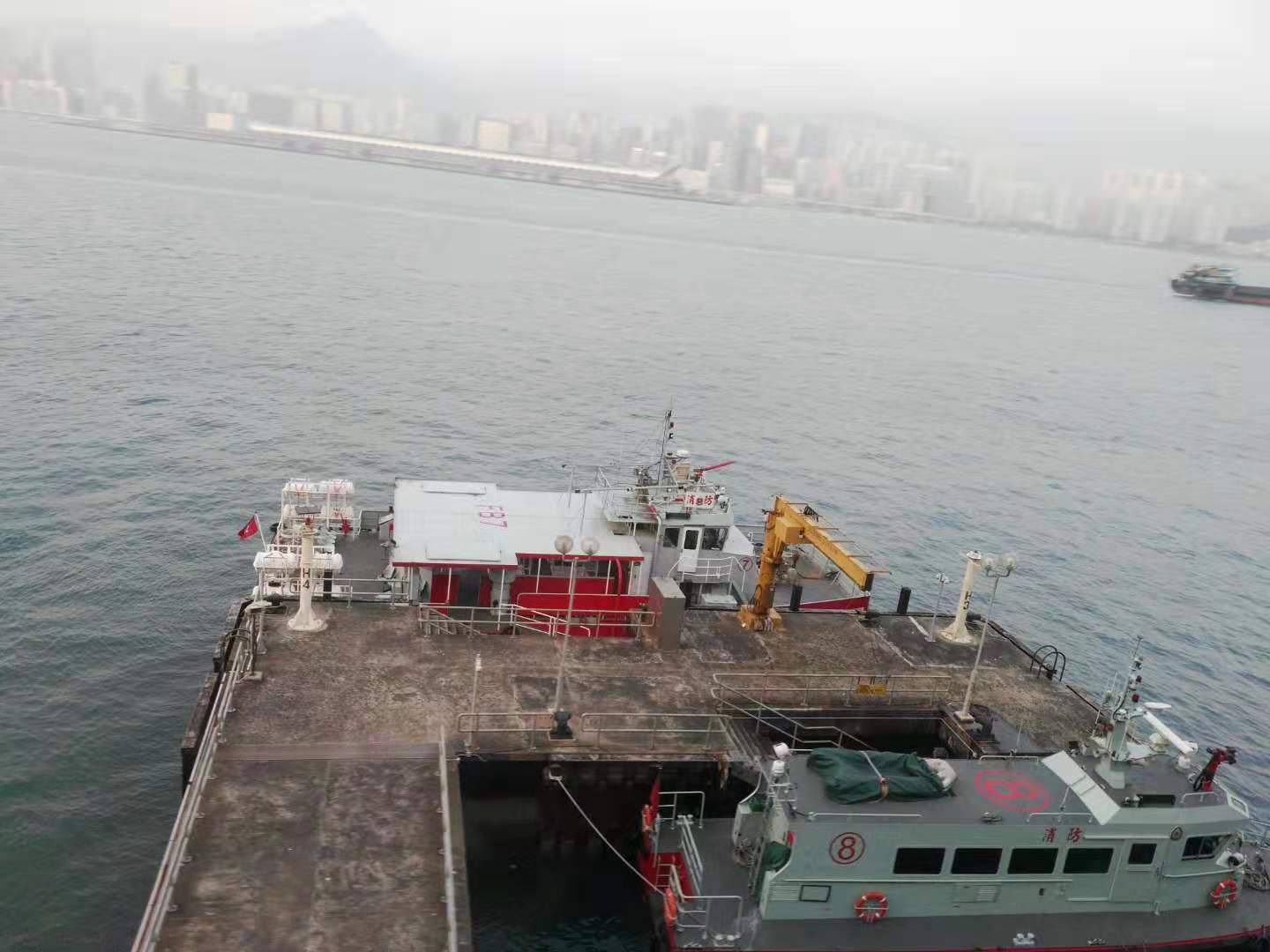
七號滅火輪停泊在北角消防處碼頭。

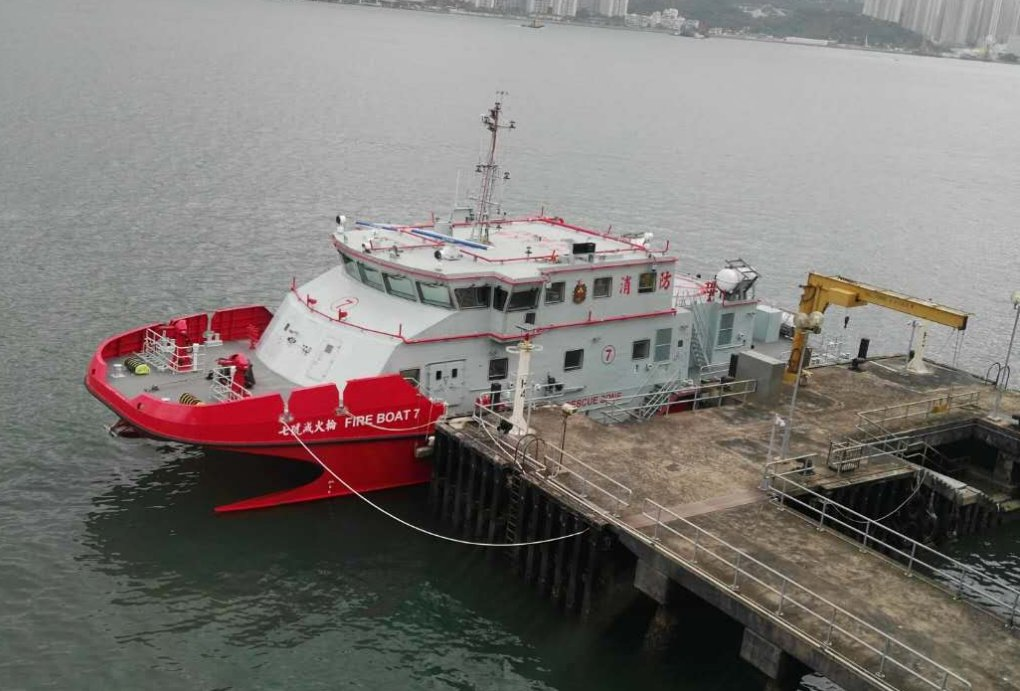
2020年新型七號滅火輪。

香港消防處於2011年計劃斥資8,500萬港元購買新滅火輪，用以替換服役有22年的七號滅火輪。新滅火輪有更佳的性能，可以高速航行（達35節），並且配備有輻射監察及空氣過濾系統等設施，以及可以處理核生化事故，計劃預計於2014年12月完成。屆時，將會駐守於屯門滅火輪消防局。
2017年11月23日，審計報告批評海事處船舶採購項目推展緩慢，在目標日期無法交付，以及獲撥款多年後仍在招標，其中「七號滅火輪」獲批撥款換船逾5年，標書至2017年8月仍處於評估階段，最快在11月才批出合約。 新的七號滅火輪則預計於2019年8月交付，較原定目標啓用日期延誤超過4年。現有七號滅火輪的保養費用亦由2014/15年度的130萬港元增至2015/16年度的220萬港元，以運作而論，情況亦不理想。

## 軼事
現時的七號滅火輪的維修費用為每年170萬港元；新七號滅火輪的維修費用預計為每年600萬港元。

## 外部連結
- 七號滅火輪（页面存档备份，存于）